# Treehouse of Horror XXX
«Treehouse of Horror XXX» (укр. «Халабуда жахів XXX») — четверта серія тридцять першого сезону мультсеріалу «Сімпсони», прем'єра якої відбулась 20 жовтня 2019 року у США на телеканалі «Fox».

## Сюжет

### Вступ
Гомер і Мардж приводять Меґґі додому після того, як її обміняли зі своїм, «другим народженим хлопцем». Однак, немовля демонструє сатанинські сили і мучить родину та інших людей.
Нед Фландерс вирішує позбутися зла, і приносить її в жертву нею в Першій церкві Спрінґфілда, але Гомер і Мардж зупиняють його. Однак Нед показує їм на голові «знак звіра» на її голові — число 666. Зрештою, Меґґі вбиває всіх трьох, і з'являється напис «Treehouse of Horror XXX». Над знаком на голові можна прочитати напис: «666-та серія, або 667-а, якщо канал „Fox“ змінить розклад» (англ. «episode 666 or 667 if Fox changes the schedule»).

### Danger Things (укр.Небезпечні дива)
1980-ті. Вночі Мілгауса викрадає Демогоргон. Занепокоєний Кірк починає божеволіти та створює світловий алфавітний пристрій з гірлянд, щоб знайти свого сина. Пристрій насправді працює. Мілгаус телефонує до будинку Сімпсонів, однак, коли Ліса каже, що не любить його, він кладе слухавку. Ліса йде до торгового центру, щоб знайти Барта та Нельсона. Вона каже їм, що Мілгаус все ще живий і знаходиться в іншому вимірі. Вони вирішують звернутися по допомогу до професора Фрінка, і за допомогою апарату сенсорної депривації Ліса (невдало поголивши чубчик) потрапляє у Надпідсвіт.
Дівчинка швидко знаходить Мілгауса в іншому вимірі. Вони знаходять альтернативну версію Спрінґфілда, повну Демогоргонів. Ліса та Мілхаус оточені Демогоргонами, тому Ліса використовує свої приховані телекінетичні сили, щоб позбутися істот. Нарешті їх рятує Гомер, який працює над таємною урядовою програмою містера Бернса з пошуку монстрів. Він повідомляє їм, що вони застрягли у новому вимірі назавжди. Однак, Демогоргон повідомляє їм, що є доступне житло та чудові школи, а також місцеві магазини та ресторани. З цією новою інформацією Сімпсони вирішують жити в Надпідсвіті…

### Heaven Swipes Right (укр.Небіжчик шукає тіло)
На стадіоні «Спрінґфілдських Атомів» Гомер разом з друзями спостерігають за поєдинком «Атомів» проти Шелбівілля. Коли натовп починає кричати «души» [суперника «Атомів»], Гомер давиться хот-догом і помирає. Прибувши у Рай дізнається, що Бог продав Рай Google і через помилку він помер раніше свого часу. Однак, його можуть відправити назад на Землю, але в чужому тілі. Гомеру надається можливість вибирає тіло футболіста (який врешті помер під час поєдинку).
Він повертається до Мардж, яка любить нове тіло, але він псує його за одну ніч, переїдаючи. Барт і Мардж переконують його спробувати інспектора Чалмерза як наступне тіло. Все йде добре, доки Гомер не дізнається змізерність зарплатні інспектора. Роздратована, Мардж змушує чоловіка вибрати одне тіло і перестати перевтілюватись. Гомер вибирає чоловіка, який любить її так само, як і він, — Мо, а Мо опиняється в тілі Меґґі та повідомляє їй, що він голодний…

### When Hairy Met Slimy (укр.Коли Кангі зустрів Сельму)
На Спрінґфілдській АЕС Сельма заходить у зону максимального захисту, щоб покурити. Вона опиняється в лабораторії, де зустрічає Канга, і вони закохуються. Через ідею Канга надати секрет чистої природної енергії, містер Бернс хоче розітнути його. Пара вирішує втекти у далеку галактику за «дуже вдячної» допомоги Гомера. Канг відкушує голову Смізерса і нокаутує Бернса, а Барні вивозить тріо на своїй машині. Бернс та військові йдуть за ним, але його водія розстрілюють, коли вони тікають на гору Спрінґфілд. Думаючи, що вони в безпеці, Кодос прибуває з кораблем, але відбувається стрілянина, в результаті якої Сельму ранять у живіт. Потім Канг витягує Рукавицю Нескінченності, щоб ліквідувати всіх військових. Канг зцілює Сельму і каже їй, що вагітний. Патті приїжджає, протестуючи, що вони занадто різні, однак сама закохується в Кодоса.
Наприкінці вони опиняються на планеті медового місяця, у «прохолодну» пору року, за температури 4000 °F.
Наприкінці серії покадрово показані всі 30 «Хаток жахів» і всі 666 серій «Сімпсонів».

## Цікаві факти та культурні відсилання
- Серія є ювілейною, тридцятою, «Хаткою жахів» і водночас стала 666-ю серією мультсеріалу[1].
  - На початку і наприкінці серії згадується цей факт
  - У вступі, перш ніж відкрити число 666 — «знак звіра» — Фландерс відкриває зображення Мікі Мауса, що є відсиланням до придбання «The Walt Disney Company» компанії «20th Century Fox» 2018 року[2].
  - Слова «…або 667-а, якщо канал „Fox“ змінить розклад»" є відсиланням до факту, що часто серії мультсеріалу змінюють дату чи порядок виходу через непередбачуваний етер каналу «Fox». Іронічно, однак у жовтні 2020 року, за день до виходу серії «Treehouse of Horror XXXI», її було перенесено на 2 тижні пізніше через бейсбольну гру.
- Вступ серії є пародією на фільм «Омен»[2].
- Перший сегмент є пародією на серіал «Дивні дива»[1].
- Другий сегмент є пародією фільм «Heaven Can Wait» 1978 року[1].
- Назва третього сегмента є відсиланням до фільму «Коли Гаррі зустрів Саллі» 1989 року, а сюжет — до фільму «Форма води» 2017 року[1].

## Ставлення критиків і глядачів
Під час прем'єри серію переглянули 5,42 млн осіб з рейтингом 2.0, що зробило її найпопулярнішим шоу серед усіх каналів в тієї ночі і цілого тижня.
Денніс Перкінс з «The A.V. Club» дав серії оцінку B-, сказавши, що серія — «лише хриплий щорічний показ жахів „Сімпсонів“».
Тоні Сокол з «Den of Geek» дав серії чотири з половиною з п'яти зірок, сказавши, що всі 3 сегменти серії були «рівноцінно кумедними».
Водночас оглядач видання «Frightday» був неприємно вражений: «Це звучить, як старий матюкає небо, однак цей випуск справді виявився розчаруванням».
Згідно з голосуванням на сайті The NoHomers Club більшість фанатів оцінили серію на 2/5 із середньою оцінкою 2,52/5.